# Plebeia cora
Plebeia cora är en biart som beskrevs av Ayala 1999. Plebeia cora ingår i släktet Plebeia och familjen långtungebin. Inga underarter finns listade i Catalogue of Life.